# Mediamente Isterica Tour 2008
Mediamente isterica Tour 2008 è la undicesima tournée della cantautrice catanese Carmen Consoli, partita da Torino il 29 febbraio 2008.
Il tour è la celebrazione del decennale del disco Mediamente isterica. Le date sono tutte in club, come avveniva nel 1998, e il repertorio suonato è esattamente lo stesso di dieci anni prima.

## Date
- 29 ottobre 2008 -  Italia Torino
- 30 ottobre 2008 -  Italia Torino]
- 1º novembre 2008 -  Italia Cortemaggiore
- 5 novembre 2008 -  Italia Cesena
- 7 novembre 2008 -  Italia Milano
- 8 novembre 2008 -  Italia Roncade
- 10 novembre 2008 -  Italia Roma
- 11 novembre 2008 -  Italia Roma
- 12 novembre 2008 -  Italia Roma
- 14 novembre 2008 -  Italia Pescara
- 15 novembre 2008 -  Italia Modugno
- 20 novembre 2008 -  Italia Firenze
- 21 novembre 2008 -  Italia Taneto di Gattatico
- 22 novembre 2008 -  Italia Taneto di Gattatico
- 26 novembre 2008 -  Italia Napoli
- 28 novembre 2008 -  Italia Bologna
- 29 novembre 2008 -  Italia Senigallia

## La Scaletta
1-Besame Giuda
2-Besame mucho
3-Puramente casuale
4-Sentivo l'odore
5-Autunno dolciastro
6-Ennesima eclisse
7-In funzione di nessuna logica
8-Geisha
9-Eco di sirene
10-Quattordici luglio
11-Anello mancante
12-Contessa miseria
13-L'ultima preghiera
14-L'uomo meschino
15-Per niente stanca
16-Fino all'ultimo
17-Confusa e felice
18-Venere
19-Blunotte o Amore di plastica o Quello che sento (una diversa per data)

## Band
| Strumento                                   | Nome Musicista      |
| ------------------------------------------- | ------------------- |
| Chitarra elettrica, chitarra acustica, voce | Carmen Consoli      |
| Chitarra elettrica, cori                    | Massimo Roccaforte  |
| Chitarra elettrica, cori                    | Santi Pulvirenti    |
| Basso elettrico, cori                       | Vincenzo Virgillito |
| Batteria, percussioni, cori                 | Leif Searcy         |